# Лхотка у Радњици
Лхотка у Радњици (чеш. Lhotka u Radnic) је насељено мјесто са административним статусом сеоске општине (чеш. obec) у округу Рокицани, у Плзењском крају, Чешка Република.

## Становништво
Према подацима о броју становника из 2014. године насеље је имало 66 становника.